# 진주 의암사적비
진주 의암사적비(晉州 義巖事蹟碑)는 대한민국 경상남도 진주시 본성동, 진주성에 있는 조선시대의 사적비이다. 2000년 1월 31일 경상남도의 유형문화재 제353호로 지정되었다.

## 개요
의암사적비는 선조 26년(1593년) 6월 29일, 임진왜란 제2차 진주성 전투에서 진주성이 함락되고, 7만 민관군이 순절하자 나라의 원수를 갚기 위해 왜장을 끌어안고 순국한 논개의 사적을 기록한 비석이다.
진주의 사민(士民)들은 명암 정식(明庵 鄭拭：1683∼1746년)이 지은 비문으로 경종 2년(1722)에 세웠다. 영조 16년(1740) 병사 남덕하(南德夏：1688∼1742)는 의기정포(義妓旌褒)를 계청하여 의기사를 창건하였고, 「의암사적비」에는 비각을 건립하여 의기논개지문(義妓論介之門)이라는 현판을 게시하였다.
이 비는 아래의 의암(義巖, 경상남도 기념물 제235호)과 마주하고 있어 의기 논개의 순국정신을 한층 더 흠모케 하고 있다. 이 비의 비문에는 “그 바위 홀로 섰고, 그 여인 우뚝 섰네. 여인은 이 바위가 아닌들 어찌 죽을 곳을 찾았고, 바위는 이 여인이 아닌들 어찌 의로운 소리 들으랴. 남강의 높은 바위, 꽃다운 그 이름 만고에 전해지리”라는 시가 새겨져 있다.

## 같이 보기
- 의암 (경상남도 기념물 제235호)
- 논개

## 참고 자료
- 진주의암사적비 - 국가유산청 국가유산포털